# Видерсбург (Индијана)
Видерсбург (Индијана) (енгл. Veedersburg) град је у америчкој савезној држави Индијана.

## Демографија
По попису из 2010. године број становника је 2.180, што је 119 (-5,2%) становника мање него 2000. године.
| Група             | 2000.         | 2010.         |
| Белци             | 2.223 (96,7%) | 2.007 (92,1%) |
| Афроамериканци    | 2 (0,1%)      | 2 (0,1%)      |
| Азијати           | 0 (0,0%)      | 2 (0,1%)      |
| Хиспаноамериканци | 63 (2,7%)     | 136 (6,2%)    |
| Укупно            | 2.299         | 2.180         |